# Chemilly-sur-Serein
Chemilly-sur-Serein település Franciaországban, Yonne megyében. Lakosainak száma 134 fő (2022. január 1.). Chemilly-sur-Serein Béru, Chichée, Lichères-près-Aigremont, Poilly-sur-Serein, Préhy és Saint-Cyr-les-Colons községekkel határos.

## Népesség
A település népességének változása:
| Lakosok száma | 161  | 155  | 158  | 148  | 144  | 140  | 138  | 136  | 134  |
|               | 2013 | 2015 | 2016 | 2017 | 2018 | 2019 | 2020 | 2021 | 2022 |